# 條背長刺葉蚤
條背長刺葉蚤（学名：Aphthonoides beccarii）为金花蟲科長刺葉蚤屬下的一个种。體長介乎1.5到1.8 mm之间。 分布于中国大陆、日本、菲律賓、印尼、台灣、泰國等地。